# Lundens BK
Lundens BK var en handbollsklubb med rötterna på Södermalm i Stockholm. Klubben grundades i maj 1943. Det var ett kompisgäng på tio grabbar som startade klubben. Man var en kvartersklubb kring parken Helgalunden på Söders höjder, där också Allhelgonakyrkan ligger, och med närhet till Eriksdalshallen. Första hemmaplan var i Sofia folkskola. Klubben tog sitt namn efter senare delen av parknamnet.  
Klubben nådde relativt stora framgångar och spelade under två säsonger i allsvenskan 1957/1958 och 1958/1959.  Vid tiden för allsvenskt spel hade klubben 218 medlemmar som var aktiva handbollsspelare. Lunden hade kvalat två gånger innan. 1954 förlorade man kvalet mot Ystad IF, 1956 förlorade man mot IFK Borås men 1957 klarade man kvalet genom att besegra Lugi. Klubben hade även ett damlag som var framgångsrikt.  Det var ett gäng killar som spelade "gladhandboll", man lattjade handboll. Premiären i allsvenskan ägde rum i oktober 1957 då klubben besegrade IFK Borås med 24-15. Klubbens mest kända spelare var Lennart "Nappe" Kärrström som var lite av en bolltrollare. Kärrstöm kom till klubben 1951.  Efter att klubben degraderats spelade Kärrström för IF Guif och senare i UoIF Matteuspojkarna, Skuru IK, och avslutade "karriären" med några matcher i Motionssällskapet M/S Carlsoe, som bestod av spelare som tidigare spelat i Lunden. Lundens BK hade också ett damlag som spelade i division 1 Östra 1966-1967. Även bowling, fotboll och tennis fanns under några år på programmet.
1970 gick klubben upp i Hammarby IF som då återstartade sin handbollssektion. Idag finns inte Lundens BK kvar men Hammarby spelade i Svenska Handbollsligan fram till 2019 då de blev nedflyttade som sist i grundserien. Efter två år gick Hammarby IF åter upp i den högsta serien 2021.